# Band of Gypsys
Band of Gypsys je živé album Jimiho Hendrixe. Tato deska vznikla Hendrixovým výběrem skladeb z Novoročních koncertů 31.12. 1969 – 1.1. 1970,
které se konaly v Newyorském divadle Fillmore East. Byl To Hendrixův nový projekt, kde už nehrál v sestavě starých Experience, ale pro tuto příležitost si pozval dva dlouholeté přátele, baskytaristu Billyho Coxe a bubeníka Buddyho Milese. Skupinu nazval Band Of Gypsys. Toto spojení dodávalo Hendrixovi nové obzory a taky jeho herní projev byl jiný, deska Band of Gypsys je ukázka Hendrixovy absolutní kontroly nad jeho nástrojem. Skladba Machine Gun, která je textově zaměřena proti válce ve Vietnamu, je asi největší ukázkou Hendrixova hráčského umu a cítění, sólo v písni Machine Gun je jedno nejničivějších a zeměrvoucích sól, jaká kdy byla zahrána. Deska Band Of Gypsys není jen důležitým mezníkem v Hendrixově hudebním dědictví, ale udávala další směr samotného rocku, R&B, Funku a dalších odvětví hudby. Je to poslední deska, která byla autorizována samotným Jimim Hendrixem.

## Písně hrané na koncertu
1. ledna 1970 (Third Fillmore East set)
1. "Who Knows"*
2. "Machine Gun"*
3. "Them Changes"
4. "Power of Soul"
5. "Stepping Stone"
6. "Foxy Lady"
7. "Stop"
8. "Hear My Train A-Comin"
9. "Earth Blues
10. "Burning Desire"

1. ledna 1970 (Fourth Fillmore East set)
1. "Stone Free/Little Drummer Boy"
2. "Them Changes"*
3. "Power of Soul"*
4. "Message to Love"*
5. "Earth Blues"
6. "Machine Gun"
7. "Voodoo Child (Slight Return)"
8. "We Gotta Live Together"*
9. "Wild Thing"
10. "Hey Joe"
11. "Purple Haze"

## Seznam skladeb
1. "Who Knows" – 9:32
2. "Machine Gun" – 12:32
3. "Changes" (Buddy Miles) – 5:10
4. "Power of Love" (někdy psaná jako "Power to Love") – 6:53
5. "Message to Love" – 5:22
6. "We Gotta Live Together" (Buddy Miles) – 5:46

Německé a japonské vydání zahrnuje bonusy:
1. "Hear My Train A Comin'" (Third set) – 9:02
2. "Foxy Lady" (Third set) – 6:33
3. "Stop" (Howard Tate) (First set) – 4:47

## Sestava
- Jimi Hendrix – elektrická kytara, zpěv
- Billy Cox – baskytara
- Buddy Miles – bicí, zpěv